# Az Újpest FC 2013–2014-es szezonja
Ez a szócikk az Újpest FC 2013–2014-es szezonjáról szól, mely sorozatban a 102., összességében pedig a 108. idénye a csapatnak a magyar első osztályban. A klub fennállásának ekkor volt a 128. évfordulója. A szezon 2013 júliusában kezdődött, és 2014 májusában ért véget.

## Játékoskeret
*A vastaggal jelzett játékosok felnőtt válogatottsággal rendelkeznek.
| #  |               | Poszt | Név                  |
| -- | ------------- | ----- | -------------------- |
| 1  | Magyarország  | K     | Balajcza Szabolcs    |
| 2  | Franciaország | V     | Loïc Nego            |
| 3  | Magyarország  | V     | Vermes Krisztián     |
| 4  | Szerbia       | KP    | Filip Stanisavljević |
| 5  | Spanyolország | V     | Juanan González      |
| 6  | Szerbia       | KP    | Dušan Vasiljević     |
| 7  | Magyarország  | KP    | Simon Krisztián      |
| 11 | Észtország    | CS    | Jarmo Ahjupera       |
| 13 | Kenya         | KP    | Hisham Abdallah Said |
| 14 | Magyarország  | KP    | Toricska Rajmond     |
| 15 | Belgium       | KP    | Nikolas Proesmans    |
| 16 | Magyarország  | CS    | Lázár Bence          |
| 17 | Spanyolország | V     | Chema Antón          |
| 18 | Montenegró    | KP    | Bojan Sanković       |

| #  |                                 | Poszt | Név               |
| -- | ------------------------------- | ----- | ----------------- |
| 19 | Magyarország                    | KP    | Balogh Balázs     |
| 20 | Togo                            | KP    | Henri Eninful     |
| 22 | Magyarország                    | CS    | Kabát Péter       |
| 23 | Magyarország                    | K     | Banai Dávid       |
| 24 | Belgium                         | KP    | Simon Ligot       |
| 25 | Magyarország                    | CS    | Horváth Richárd   |
| 27 | Magyarország                    | V     | Molnár Sándor     |
| 28 | Magyarország                    | KP    | Erős Ronald       |
| 29 | Magyarország                    | V     | Litauszki Róbert  |
| 32 | Kongói Demokratikus Köztársaság | CS    | Bavon Tshibuabua  |
| 35 | Bosznia-Hercegovina             | V     | Bojan Mihajlović  |
| 36 | Szerbia                         | K     | Marko Dmitrović   |
| 55 | Belgium                         | V     | Pierre-Yves Ngawa |
| 99 | Bosznia-Hercegovina             | KP    | Asmir Suljić      |

## Statisztikák
Utolsó elszámolt mérkőzés dátuma: 2014. március 23.

### Kiírások
| Kiírás        | Statisztikák | Statisztikák | Statisztikák | Statisztikák | Statisztikák | Statisztikák | Kezdő forduló | Végső forduló/ helyezés | Mérkőzések dátumai | Mérkőzések dátumai |
| Kiírás        | M            | GY           | D            | V            | LG–KG        | GK           | Kezdő forduló | Végső forduló/ helyezés | Első               | Utolsó             |
| ------------- | ------------ | ------------ | ------------ | ------------ | ------------ | ------------ | ------------- | ----------------------- | ------------------ | ------------------ |
| OTP Bank Liga | 21           | 7            | 7            | 7            | 36–35        | +1           | —             |                         | 2013. 07. 27.      | 2014. 03. 23.      |
| Magyar kupa   | 4            | 3            | 1            | 0            | 10–1         | +9           | 4. forduló    | Negyeddöntő             | 2013. 10. 30.      | 2014. 03. 12.      |
| Ligakupa      | 6            | 1            | 3            | 2            | 9–9          | 0            | Csoportkör    | Csoportkör              | 2013. 09. 04.      | 2013. 11. 20.      |

## OTP Bank Liga

### Mérkőzések
| 1. forduló 2013. július 27. 16:30 |

| Újpest                                                 | 1 – 2               | Paksi FC                                                          |
| ------------------------------------------------------ | ------------------- | ----------------------------------------------------------------- |
| Kabát 42' (11-esből) Vasiljević 90+3' Mihajlović 90+3' | (1 – 0) Jegyzőkönyv | Báló 60' Simon 90+3' (11-esből) Nyári 31' Kecskés 48' Könyves 74' |

| Szusza Ferenc Stadion, Budapest Nézőszám: 800 Játékvezető: Németh Ádám (magyar) |

| 2. forduló 2013. augusztus 3. 21:00 |

| Puskás Akadémia         | 1 – 2               | Újpest                                  |
| ----------------------- | ------------------- | --------------------------------------- |
| Tischler 17' Farkas 80' | (1 – 1) Jegyzőkönyv | Kabát 23' Ahjupera 61' 69′ Litauszki 4' |

| Sóstói Stadion, Székesfehérvár Nézőszám: 600 Játékvezető: Farkas Ádám (magyar) |

| 3. forduló 2013. augusztus 11. 20:30 |

| Újpest                                           | 1 – 1               | Budapest Honvéd                                              |
| ------------------------------------------------ | ------------------- | ------------------------------------------------------------ |
| Simon 20' Antón 47' Tshibuabua 65' Litauszki 76' | (1 – 0) Jegyzőkönyv | Vernes 48' (11-esből) 33' Diarra 15' Alcibiade 17' Diaby 54' |

| Szusza Ferenc Stadion, Budapest Nézőszám: 2 467 Játékvezető: Vad II. István (magyar) |

| 4. forduló 2013. augusztus 16. 19:00 |

| Kaposvári Rákóczi                                                    | 2 – 2               | Újpest                                                           |
| -------------------------------------------------------------------- | ------------------- | ---------------------------------------------------------------- |
| Petrache 68' Thian 81' 71' Oláh 3' Kovács 53' Addo 85' Vručina 90+2' | (0 – 1) Jegyzőkönyv | Vasiljević 44' (11-esből) Lázár 87' Litauszki 63' Tshibuabua 75' |

| Rákóczi Stadion, Kaposvár Nézőszám: 1 800 Játékvezető: Szabó Zsolt (magyar) |

| 5. forduló 2013. augusztus 24. 21:00 |

| Újpest                                                                        | 6 – 1               | Mezőkövesd–Zsóry                                  |
| ----------------------------------------------------------------------------- | ------------------- | ------------------------------------------------- |
| Simon 31' 50' Ahjupera 45' 64' Tshibuabua 82' Kabát 90' Vermes 66' Balogh 80' | (2 – 1) Jegyzőkönyv | Menougong 15' Hegedűs 17' Irhás 26' Petneházi 30' |

| Szusza Ferenc Stadion, Budapest Nézőszám: 1 980 Játékvezető: Solymosi Péter (magyar) |

| 6. forduló 2013. augusztus 31. 21:00 |

| Diósgyőr                       | 2 – 0               | Újpest                                |
| ------------------------------ | ------------------- | ------------------------------------- |
| Kostić 36' Kádár 51' Radoš 88' | (1 – 0) Jegyzőkönyv | Tshibuabua 8' Antón 71' Litauszki 76' |

| DVTK-stadion, Miskolc Nézőszám: 6 000 Játékvezető: Németh Ádám (magyar) |

| 7. forduló 2013. szeptember 14. 14:00 |

| Újpest         | 1 – 1               | Haladás                              |
| -------------- | ------------------- | ------------------------------------ |
| Vasiljević 59' | (0 – 0) Jegyzőkönyv | Fehér 82' 49' Németh 55' Gyurján 60' |

| Szusza Ferenc Stadion, Budapest Nézőszám: 1 000 Játékvezető: Erdős József (magyar) |

| 8. forduló 2013. szeptember 22. 16:30 |

| Ferencváros                                                         | 3 – 1               | Újpest                                             |
| ------------------------------------------------------------------- | ------------------- | -------------------------------------------------- |
| Diallo 25' González 47' (öngól) Böde 77' 90+1' Gerson 17' Adams 19' | (1 – 1) Jegyzőkönyv | Tshibuabua 4' 61' Ngawa 12' Ligot 43' González 57' |

| Puskás Ferenc Stadion, Budapest Nézőszám: 22 094 Játékvezető: Szabó Zsolt (magyar) |

| 9. forduló 2013. szeptember 29. 19:00 |

| Újpest    | 1 – 1               | Pécsi MFC      |
| --------- | ------------------- | -------------- |
| Simon 45' | (1 – 1) Jegyzőkönyv | Grumić 12' 54' |

| Szusza Ferenc Stadion, Budapest Nézőszám: 1 847 Játékvezető: Bognár Tamás (magyar) |

| 10. forduló 2013. október 6. 18:30 |

| Videoton                                             | 3 – 0               | Újpest                 |
| ---------------------------------------------------- | ------------------- | ---------------------- |
| Zé Luis 48' 66' Kleinheisler 53' Nildo Petrolina 24' | (0 – 0) Jegyzőkönyv | Ngawa 51′ Sanković 72' |

| Sóstói Stadion, Székesfehérvár Nézőszám: 3 420 Játékvezető: Kassai Viktor (magyar) |

| 11. forduló 2013. október 20. 16:30 |

| Újpest                    | 1 – 2               | Győri ETO                 |
| ------------------------- | ------------------- | ------------------------- |
| Kabát 36' 57' Eninful 72' | (1 – 2) Jegyzőkönyv | Pátkai 10' 75' Lipták 15' |

| Szusza Ferenc Stadion, Budapest Nézőszám: 1 964 Játékvezető: Farkas Ádám (magyar) |

| 12. forduló 2013. október 25. 19:00 |

| MTK Budapest                  | 0 – 1               | Újpest                  |
| ----------------------------- | ------------------- | ----------------------- |
| Poór 47' Harrak 85' Kanta 89' | (0 – 1) Jegyzőkönyv | González 23' Suljić 80' |

| Hidegkuti Nándor Stadion, Budapest Nézőszám: 1 500 Játékvezető: Andó-Szabó Sándor (magyar) |

| 13. forduló 2013. november 3. 16:30 |

| Újpest                             | 1 – 4               | Debreceni VSC                                  |
| ---------------------------------- | ------------------- | ---------------------------------------------- |
| Simon 62' 82' Kabát 24' Nego 90+3′ | (0 – 3) Jegyzőkönyv | Kulcsár 7' Sidibe 10' 76' Bouadla 12' 63′, 81′ |

| Szusza Ferenc Stadion, Budapest Nézőszám: 1 300 Játékvezető: Vad II. István (magyar) |

| 14. forduló 2013. november 10. 18:30 |

| Kecskeméti TE       | 1 – 1               | Újpest                                   |
| ------------------- | ------------------- | ---------------------------------------- |
| Balázs 9' Karan 42' | (1 – 1) Jegyzőkönyv | Vukasovic 3' (öngól) Vasiljević 45′, 47′ |

| Széktói Stadion, Kecskemét Nézőszám: 1 852 Játékvezető: Bognár Tamás (magyar) |

| 15. forduló 2013. november 23. 18:00 |

| Újpest                                                         | 4 – 2               | Lombard Pápa                                                      |
| -------------------------------------------------------------- | ------------------- | ----------------------------------------------------------------- |
| Litauszki 3' 47' Simon 28' Stanisavljević 43' 50' Sanković 78' | (3 – 2) Jegyzőkönyv | Kenesei 7' Présinger 31' 27' Rodenbücher 55' Nagy 56' Šupić 90+2' |

| Szusza Ferenc Stadion, Budapest Nézőszám: 1 338 Játékvezető: Becséri Dániel (magyar) |

| 16. forduló 2013. november 30. 16:00 |

| Paksi FC                                 | 2 – 4                         | Újpest                                                             |
| ---------------------------------------- | ----------------------------- | ------------------------------------------------------------------ |
| Könyves 9' Bartha 32' Éger 62' Fiola 70' | (2 – 1) Jegyzőkönyv Részletek | Tshibuabua 22' Nego 56' 31' Vasiljević 60' 88' Lázár 65' Kabát 90' |

| Fehérvári út, Paks Nézőszám: 1 500 Játékvezető: Solymosi Péter (magyar) |

| 17. forduló 2013. december 7. 14:00 |

| Újpest                                                | 3 – 3               | Puskás Akadémia                                                                   |
| ----------------------------------------------------- | ------------------- | --------------------------------------------------------------------------------- |
| Lázár 60' Litauszki 79' 66' Simon 88' Suljić 45′, 88′ | (0 – 1) Jegyzőkönyv | Margitics 31' Szekeres 63' 83' Lencse 67' (11-esből) 23' Haraszti 90' Luque 90+2' |

| Szusza Ferenc Stadion, Budapest Nézőszám: 1 500 Játékvezető: Solymosi Péter (magyar) |

| 18. forduló 2014. március 1. 14:00 |

| Budapest Honvéd                               | 3 – 2               | Újpest                                                             |
| --------------------------------------------- | ------------------- | ------------------------------------------------------------------ |
| Živanović 13' Daud 65' Vécsei 81' 60' Job 34' | (1 – 1) Jegyzőkönyv | Vasiljević 44' Kosović 86' Stanisavljević 29' Heris 64' Balogh 65' |

| Bozsik József Stadion, Budapest Játékvezető: Kassai Viktor (magyar) |

| 19. forduló 2014. március 8. 18:00 |

| Újpest                                                                  | 1 – 1                         | Kaposvári Rákóczi                                      |
| ----------------------------------------------------------------------- | ----------------------------- | ------------------------------------------------------ |
| Lázár 20' Ngawa 18′, 42′ Vasiljević 45' Stanisavljević 58' Sanković 60' | (1 – 1) Jegyzőkönyv Részletek | Kink 27' Mulemo 44' Lebbihi 62' Florean 65' Kovács 86' |

| Szusza Ferenc Stadion, Budapest Nézőszám: 2311 Játékvezető: Iványi Zoltán (magyar) |

| 20. forduló 2014. március 16. 14:30 |

| Mezőkövesd–Zsóry     | 0 – 1                         | Újpest                           |
| -------------------- | ----------------------------- | -------------------------------- |
| Melczer 51' Kiss 90' | (0 – 0) Jegyzőkönyv Részletek | Balogh 89' Kabát 37' Kosović 70' |

| Városi stadion, Mezőkövesd Nézőszám: 2500 Játékvezető: Andó-Szabó Sándor (magyar) |

| 21. forduló 2014. március 23. 16:30 |

| Újpest                             | 2 – 0               | Diósgyőr                             |
| ---------------------------------- | ------------------- | ------------------------------------ |
| Tshibuabua 8' Kabát 19' (11-esből) | (2 – 0) Jegyzőkönyv | Kostić 12' Rajić 18' Futács 70′, 90′ |

| Szusza Ferenc Stadion, Budapest Játékvezető: Vad II. István (magyar) |

| 28. forduló 2014. május 10. 20:00 |

| Debreceni VSC                                         | 3 – 1               | Újpest                   |
| ----------------------------------------------------- | ------------------- | ------------------------ |
| Kulcsár 27' Antón 46' (öngól) Vadnai 85' Mészáros 24' | (1 – 1) Jegyzőkönyv | Vasiljević 37' Ngawa 36' |

| Nagyerdei Stadion, Debrecen Nézőszám: 19 000 Játékvezető: Erdős József (magyar) |

| 29. forduló 2014. május 17. 18:00 |

| Újpest | 6 – 1               | Kecskeméti TE                                                    |
| --- | ------------------- | ---------------------------------------------------------------- |
| Stanisavljević 14' Gyagya 48' (öngól) Vasiljević 55' (11-esből) 64' (11-esből) Tshibuabua 71' Vukasović 90' (öngól) Ngawa 68' | (1 – 1) Jegyzőkönyv | Savić 38' (11-esből) 68' Farkas 55' Vukasović 63' Forró 75′, 79′ |

| Szusza Ferenc Stadion, Budapest Játékvezető: Kassai Viktor (magyar) |

### A bajnokság végeredménye
| #   | Csapat                 | M  | GY | D  | V  | G+ – G– | GK  | P  | Megjegyzések                                   |
| --- | ---------------------- | -- | -- | -- | -- | ------- | --- | -- | ---------------------------------------------- |
| 1.  | DVSC–TEVA (B)          | 30 | 18 | 8  | 4  | 66–33   | +33 | 62 | 2014–2015-ös Bajnokok Ligája – 2. selejtezőkör |
| 2.  | Győri ETO FC CV (I)    | 30 | 18 | 8  | 4  | 58–32   | +26 | 62 | 2014–2015-ös Európa-liga – 2. selejtezőkör     |
| 3.  | Ferencvárosi TC (I)    | 30 | 17 | 6  | 7  | 47–33   | +14 | 57 | 2014–2015-ös Európa-liga – 1. selejtezőkör     |
| 4.  | Videoton FC            | 30 | 15 | 8  | 7  | 52–31   | +21 | 53 |                                                |
| 5.  | Diósgyőri VTK (I)      | 30 | 12 | 11 | 7  | 45–38   | +7  | 47 | 2014–2015-ös Európa-liga – 1. selejtezőkör     |
| 6.  | Szombathelyi Haladás   | 30 | 12 | 10 | 8  | 37–31   | +6  | 46 |                                                |
| 7.  | Pécsi MFC–Matias       | 30 | 12 | 9  | 9  | 41–38   | +3  | 45 |                                                |
| 8.  | MTK Budapest FC        | 30 | 11 | 7  | 12 | 42–36   | +6  | 40 |                                                |
| 9.  | Budapest Honvéd FC     | 30 | 10 | 6  | 14 | 37–39   | −2  | 36 |                                                |
| 10. | Kecskeméti TE          | 30 | 9  | 9  | 12 | 36–51   | −15 | 36 |                                                |
| 11. | MVM–Paks               | 30 | 8  | 10 | 12 | 39–42   | −3  | 34 |                                                |
| 12. | Lombard Pápa Termál FC | 30 | 9  | 6  | 15 | 32–50   | −18 | 33 |                                                |
| 13. | Újpest FC (KGY)        | 30 | 8  | 8  | 14 | 46–51   | −5  | 32 |                                                |
| 14. | Puskás Akadémia FC Ú   | 30 | 8  | 7  | 15 | 36–51   | −15 | 31 |                                                |
| 15. | Mezőkövesd-Zsóry FC Ú  | 30 | 6  | 6  | 18 | 27–52   | −25 | 24 | NB II                                          |
| 16. | Kaposvári Rákóczi FC   | 30 | 4  | 7  | 19 | 21–54   | −33 | 19 | NB II                                          |

Utolsó frissítés: 2014. június 1. 
Forrás: MLSZ adatbank 
A rangsorolás alapszabályai: 1. összpontszám, 2. győzelmek száma, 3. gólkülönbség, 4. szerzett gólok száma, 5. egymás elleni eredmények összpontszáma,  6. egymás elleni eredmények gólkülönbsége, 7. egymás elleni eredmények szerzett góljainak száma, 8. egymás elleni eredmények idegenben szerzett góljainak száma.
(B): Bajnokcsapat, (K): Kieső csapat, (F): Feljutó csapat, (I): Kupainduló, (R): A rájátszás győztese, (KGY): Kupagyőztes

### Eredmények összesítése
Az alábbi táblázatban összesítve szerepelnek az Újpest FC 2013/14-es bajnokságban elért eredményei.
| Ősz/tavasz (forduló)    | Otthon | Otthon | Otthon | Otthon | Otthon | Otthon | Otthon | Idegenben | Idegenben | Idegenben | Idegenben | Idegenben | Idegenben | Idegenben |
| Ősz/tavasz (forduló)    | M      | GY     | D      | V      | LG–KG  | GK     | P      | M         | GY        | D         | V         | LG–KG     | GK        | P         |
| ----------------------- | ------ | ------ | ------ | ------ | ------ | ------ | ------ | --------- | --------- | --------- | --------- | --------- | --------- | --------- |
| Őszi szezon (1–17.)     | 9      | 2      | 4      | 3      | 19–17  | +2     | 10     | 8         | 3         | 2         | 3         | 11–14     | –3        | 11        |
| Tavaszi szezon (18–30.) | 2      | 1      | 1      | 0      | 3–1    | +2     | 4      | 2         | 1         | 0         | 1         | 3–3       | 0         | 3         |
| Összesen (1–30.)        | 11     | 3      | 5      | 3      | 22–18  | +4     | 14     | 10        | 4         | 2         | 4         | 14–17     | –3        | 14        |

### Helyezések fordulónként
| Forduló  | 1  | 2  | 3 | 4 | 5  | 6 | 7  | 8  | 9  | 10 | 11 | 12 | 13 | 14 | 15 | 16 | 17 | 18 | 19 | 20 | 21 | 22 | 23 | 24 | 25 | 26 | 27 | 28 | 29 | 30 |
| -------- | -- | -- | - | - | -- | - | -- | -- | -- | -- | -- | -- | -- | -- | -- | -- | -- | -- | -- | -- | -- | -- | -- | -- | -- | -- | -- | -- | -- | -- |
| Helyszín | O  | I  | O | I | O  | I | O  | I  | O  | I  | O  | I  | O  | I  | O  | I  | O  | I  | O  | I  | O  |    |    |    |    |    |    |    |    |    |
| Eredmény | V  | GY | D | D | GY | V | D  | V  | D  | V  | V  | GY | V  | D  | GY | GY | D  | V  | D  | GY | GY |    |    |    |    |    |    |    |    |    |
| Helyezés | 12 | 7  | 8 | 7 | 6  | 9 | 11 | 11 | 13 | 14 | 15 | 12 | 12 | 12 | 12 | 10 | 10 | 11 | 11 | 10 | 9  |    |    |    |    |    |    |    |    |    |

Helyszín: O = Otthon; I = Idegenben. Eredmény: GY = Győzelem; D = Döntetlen; V = Vereség.

## Magyar kupa
4. forduló
| 2013. október 30. 12:30 |

| Bajai LSE            | 0 – 6               | Újpest                                                     |
| -------------------- | ------------------- | ---------------------------------------------------------- |
| Turcsik 68' Zsók 81' | (0 – 3) Jegyzőkönyv | Simon 2' Sanković 25' 25' Lázár 41' 56' 61' 72' Said 90+1' |

| Baja Nézőszám: 650 Játékvezető: Kovács J. Zoltán (magyar) |

Nyolcaddöntő
| 2013. november 27. 18:00 |

| Ferencváros                   | 0 – 0               | Újpest                 |
| ----------------------------- | ------------------- | ---------------------- |
| Böde 20' Gerson 75' Bešić 82′ | (0 – 0) Jegyzőkönyv | Kabát 28' González 83' |

| Puskás Ferenc Stadion, Budapest Nézőszám: 8 845 Játékvezető: Iványi Zoltán (magyar) |

| 2013. december 4. 18:00 |

| Újpest                             | 1 – 0               | Ferencváros                                     |
| ---------------------------------- | ------------------- | ----------------------------------------------- |
| Vasiljević 72' Kabát 45' Simon 76' | (0 – 0) Jegyzőkönyv | Jovanović 45' Busai 45' Gerson 68' Mateos 90+4' |

| Szusza Ferenc Stadion, Budapest Nézőszám: 5 850 Játékvezető: Kassai Viktor (magyar) |

Továbbjutott az Újpest FC, 1–0-s összesítéssel.
Negyeddöntő
| 2014. március 12. 18:00 |

| Pécsi MFC                                      | 1 – 3               | Újpest                                             |
| ---------------------------------------------- | ------------------- | -------------------------------------------------- |
| Pölöskey 85' 87' Perić 15' Balogh 72' Nagy 77' | (0 – 0) Jegyzőkönyv | Vasiljević 63' 72' (11-esből) 80' 57' Sanković 33' |

| PMFC Stadion, Pécs Játékvezető: Fábián Mihály (magyar) |

| 2014. március 26. 18:00 |

| Újpest                                 | 4 – 0               | PMFC |
| -------------------------------------- | ------------------- | ---- |
| Balogh 30' Zamostny 34' 48' Suljić 54' | (2 – 0) Jegyzőkönyv |      |

| Szusza Ferenc Stadion, Budapest Játékvezető: Solymosi Péter (magyar) |

Továbbjutott az Újpest FC, 7–1-es összesítéssel.
Elődöntő
| 2014. április 16. 18:00 |

| MTK Budapest FC            | 0 – 0               | Újpest FC                                |
| -------------------------- | ------------------- | ---------------------------------------- |
| Nagy 34' Poór 56' Vass 80' | (0 – 0) Jegyzőkönyv | Tshibuabua 37' Vasiljević 43' Suljić 85' |

| Hidegkuti Nándor Stadion, Budapest Játékvezető: Solymosi Péter (magyar) |

| 2014. május 6. 18:00 |

| Újpest                                            | 3 – 0               | MTK Budapest FC                             |
| ------------------------------------------------- | ------------------- | ------------------------------------------- |
| Juanan 57' Balogh 79' Kabát 84' 20' Dmitrović 85' | (0 – 0) Jegyzőkönyv | Bese 14' Vass 74′ Kanta 89' Torghelle 90+3′ |

| Szusza Ferenc Stadion, Budapest Nézőszám: 1 500 Játékvezető: Farkas Ádám (magyar) |

Továbbjutott a Újpest FC, 3–0-s összesítéssel.
Döntő
| 2014. május 25. 19:00 |

| Újpest FC                             | 1 – 1 (h. u.)                               | Diósgyőri VTK                   |
| ------------------------------------- | ------------------------------------------- | ------------------------------- |
| Litauszki 6'                          | (1 – 0, 1 – 1, 1 – 1) Jegyzőkönyv Részletek | Bacsa 90+1'                     |
| Büntetőpárbaj                         |                                             |                                 |
| Vasiljević Litauszki Tshibuabua Simon | 4 – 3                                       | Kostić Bacsa Alves Barczi Husić |

| Puskás Ferenc Stadion, Budapest Nézőszám: 22 000 Játékvezető: Solymosi Péter (magyar) |

## Ligakupa

### Csoportkör (C csoport)
| 1. forduló 2013. szeptember 4. 19:00 |

| Újpest                                     | 2 – 0               | Szolnoki MÁV |
| ------------------------------------------ | ------------------- | ------------ |
| González 50' Stanisavljević 78' Suljić 51' | (0 – 0) Jegyzőkönyv | Lengyel 49'  |

| Szusza Ferenc Stadion, Budapest Nézőszám: 300 Játékvezető: Lovas László (magyar) |

| 2. forduló 2013. szeptember 11. 18:00 |

| Kecskeméti TE                           | 2 – 1               | Újpest                           |
| --------------------------------------- | ------------------- | -------------------------------- |
| Pekár 47' Nagy 64' Koszó 66' Gréczi 81' | (0 – 0) Jegyzőkönyv | Simon 49' Suljić 26' Eninful 53′ |

| Széktói Stadion, Kecskemét Nézőszám: 200 Játékvezető: Takács János (magyar) |

| 3. forduló 2013. október 9. 15:00 |

| Békéscsaba 1912 Előre              | 1 – 1               | Újpest                                         |
| ---------------------------------- | ------------------- | ---------------------------------------------- |
| Pantović 58' Horváth 27' Vozár 39' | (0 – 0) Jegyzőkönyv | Stanisavljević 60' 57' Litauszki 26' Lázár 63' |

| Kórház utcai stadion, Békéscsaba Nézőszám: 300 Játékvezető: Takács János (magyar) |

| 4. forduló 2013. október 16. 18:00 |

| Újpest                   | 2 – 2               | Békéscsaba 1912 Előre                  |
| ------------------------ | ------------------- | -------------------------------------- |
| Vasiljević 34' Kabát 87' | (1 – 0) Jegyzőkönyv | Tölgyesi 72' Pantović 84' Radványi 76' |

| Szusza Ferenc Stadion, Budapest Nézőszám: 100 Játékvezető: Kovács J. Zoltán (magyar) |

| 5. forduló 2013. november 13. 18:00 |

| Újpest                                                        | 1 – 2               | Kecskeméti TE |
| ------------------------------------------------------------- | ------------------- | ------------- |
| Horváth 37' 42' Nego 57' Sanković 69' Vasiljević 79' Bősz 84' | (1 – 1) Jegyzőkönyv | Pekár 5' 84'  |

| Szusza Ferenc Stadion, Budapest Nézőszám: 200 Játékvezető: Varga László (magyar) |

| 6. forduló 2013. november 20. 15:00 |

| Szolnoki MÁV                         | 2 – 2               | Újpest                                                |
| ------------------------------------ | ------------------- | ----------------------------------------------------- |
| Máté 4' 90+3' Rokszin 76' Bohner 81' | (1 – 2) Jegyzőkönyv | Said 23' Vasiljević 33' 90+3' Hammer 20' González 23' |

| Tiszaligeti stadion, Szolnok Nézőszám: 200 Játékvezető: Urbán Eszter (magyar) |

### A C csoport végeredménye
| Csapat       | M | Gy | D | V | G+ | G– | Gk | P  |
| ------------ | - | -- | - | - | -- | -- | -- | -- |
| Szolnoki MÁV | 6 | 3  | 1 | 2 | 15 | 10 | +5 | 10 |
| Kecskemét    | 6 | 3  | 1 | 2 | 13 | 14 | –1 | 10 |
| Újpest       | 6 | 1  | 3 | 2 | 9  | 9  | 0  | 6  |
| Békéscsaba   | 6 | 1  | 3 | 2 | 8  | 12 | –4 | 6  |

## Felkészülési mérkőzések

### Nyár
| 2013. július 10. |

| K Sint-Truidense VV   | 1 – 1               | Újpest         |
| --------------------- | ------------------- | -------------- |
| Vanwelkenhuysen 90+1' | (0 – 1) Jegyzőkönyv | Vasiljević 26' |

| Stayen, Sint-Truiden, Belgium Nézőszám: 1 500 |

| 2013. július 13. |

| Lokeren Oost-Vlaanderen                   | 4 – 1               | Újpest       |
| ----------------------------------------- | ------------------- | ------------ |
| Vanaken 2' Harbaoui 10' 60' Overmeire 29' | (3 – 1) Jegyzőkönyv | Ahjupera 34' |

| Daknamstadion, Lokeren, Belgium Nézőszám: 500 |

| 2013. július 16. |

| KV Mechelen                          | 3 – 1               | Újpest            |
| ------------------------------------ | ------------------- | ----------------- |
| Enevoldsen 36' Junker 44' Mokulu 89' | (2 – 1) Jegyzőkönyv | Bateau 7' (öngól) |

| Argosstadion Achter de Kazerne, Mechelen, Belgium Nézőszám: 2 000 |

| 2013. július 20. |

| Vasas SC | 0 – 4               | Újpest                                         |
| -------- | ------------------- | ---------------------------------------------- |
|          | (0 – 3) Jegyzőkönyv | Ahjupera 6' Kabát 11' Simon 28' Tshibuabua 80' |

| Illovszky Rudolf Stadion, Budapest Nézőszám: 1 500 Játékvezető: Farkas Mihály (magyar) |